# 文庫の森

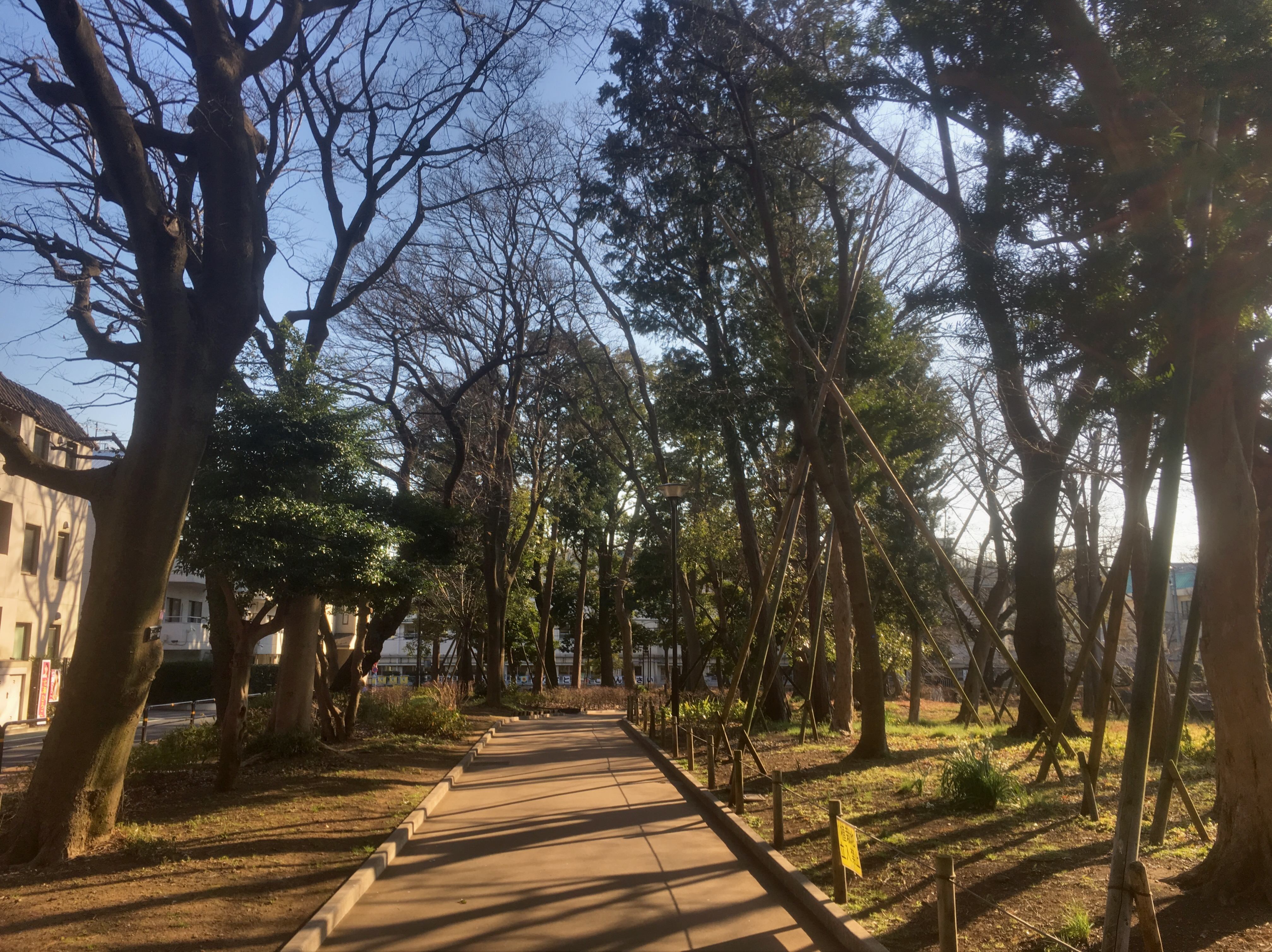
文庫の森

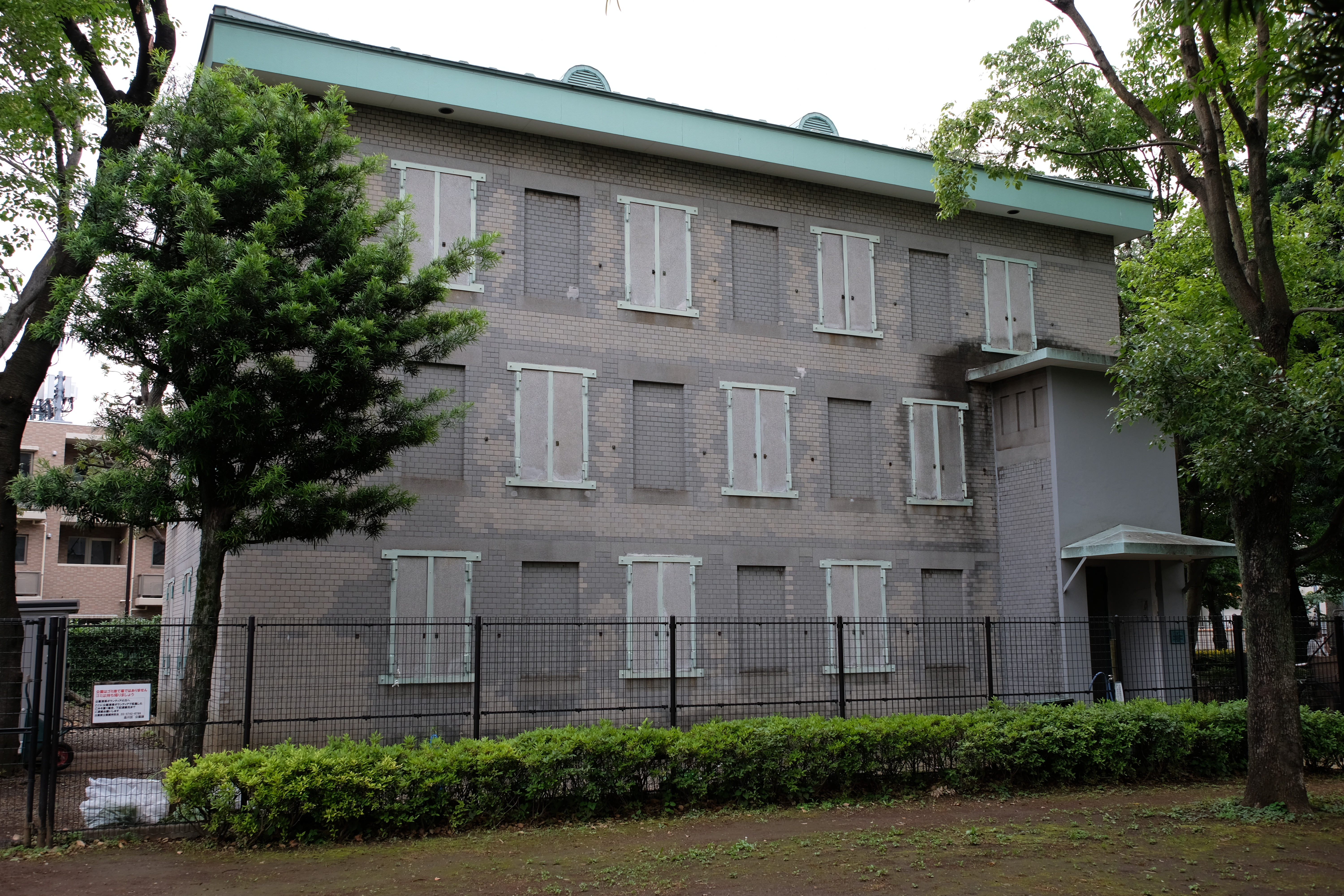
旧三井文庫第二書庫 文庫の森 品川区 2025年6月

文庫の森（ぶんこのもり）は、東京都品川区豊町にある品川区立の歴史と防災を兼ね備えた公園である。
国文学研究資料館跡地（旧三井文庫）が、池や樹木など元からある環境資源を生かして、日常の憩いの場所となる公園「文庫の森」となった。
敷地は災害に強いまちづくりの観点から広域避難場所に位置づけられた「戸越公園一帯」の一部であり、園内のオープンスペースは大地震時に発生する延焼火災などから避難した人々の身の安全を確保する避難場所としての機能を持つ。

## 歴史
- 2013年2月23日 - 開園

## 主な施設
- 旧三井文庫
- 憩いの広場
- 陽だまりの広場
- 水辺の広場
- こもれびの広場
- 八つ橋
- 井戸
- パーゴラ
- 災害用トイレ
- トイレ
- 防火貯水槽
- 消防団小屋
- 戸越公園（隣接）

## 近隣施設
- 品川区立ゆたか図書館
- 戸越公園
- エコルとごし
- 戸越体育館
- 品川区立戸越小学校

## アクセスなど
- 東急大井町線 戸越公園駅 - 徒歩約7分
- 都営地下鉄浅草線 戸越駅 - 徒歩約9分
- 東急大井町線 下神明駅 - 徒歩約11分
- 東急池上線 戸越銀座駅 - 徒歩約12分
- 横須賀線・湘南新宿ライン 西大井駅 - 徒歩約17分
- 京浜東北線・東京臨海高速鉄道りんかい線 大井町駅 - 徒歩約21分
- 戸越三丁目 東急バス（反01・反02） - 徒歩10分程度
- 料金など：入園料は無料。駐輪場あり。
- 駐車場は近隣のコインパーキング